# Tour des Flandres 1993
La 77e édition du Tour des Flandres a eu lieu le 4 avril 1993 et a été remportée par le Belge Johan Museeuw. Le champion de Belgique, 2e de l'édition 1991, a battu au sprint Frans Maasen au sprint après être sorti à 27 kilomètres de l'arrivée.
La course disputée sur un parcours de 263 kilomètres est l'une des manches de la Coupe du monde de cyclisme sur route 1993.

## Classement
| #  | Coureur             | Équipe                    |    | Temps           |
| -- | ------------------- | ------------------------- | -- | --------------- |
| 1  | Johan Museeuw       | GB-MG Maglificio          | en | 6 h 33 min 00 s |
| 2  | Frans Maassen       | Wordperfect-Colnago-Decca |    | 0 s             |
| 3  | Dario Bottaro       | Mecair-Ballan             |    | 22 s            |
| 4  | Marc Sergeant       | Novemail-Histor           |    | 33 s            |
| 5  | Maximilian Sciandri | Motorola Cycling Team     |    | 46 s            |
| 6  | Franco Ballerini    | GB-MG Maglificio          |    | 46 s            |
| 7  | Edwig Van Hooydonck | Wordperfect-Colnago-Decca |    | 46 s            |
| 8  | Maurizio Fondriest  | Lampre-Polti              |    | 46 s            |
| 9  | Olaf Ludwig         | Telekom-Merckx            |    | 1 min 03 s      |
| 10 | Johan Capiot        | TVM-Bison Kit             |    | 1 min 03 s      |